# Dicastère pour la communication
Le Dicastère pour la communication (anciennement appelé secrétariat pour la communication) est un dicastère de la curie romaine, créé en 2015 et chargé de la communication du Saint-Siège et de l'État de la Cité du Vatican. 

## Historique et mission
Dans le cadre de la réforme de la Curie, une réflexion sur les médias et organes de communication du Saint-Siège est lancée à l'été 2014. La constitution d'un groupe de travail composé de personnalités qualifiées et présidé par le britannique Lord Chris Patten est annoncée par le cardinal Pell le 9 juillet 2014 dans le cadre de la présentation du Nouveau cadre économique du Saint-Siège avec pour objectif affirmé de rationaliser les coûts des différentes structures de communication. 
Lord Patten remet ses conclusions en mars 2015. Elles sont discutées lors de la neuvième rencontre du Conseil des cardinaux en avril suivant. Une nouvelle commission est alors chargée de proposer une mise en œuvre concrète des orientations proposées. Cette commission de cinq membres, présidées par Dario Edoardo Viganò, directeur du Centre de télévision du Vatican est nommée le 30 avril. 
Le Conseil des cardinaux examine et approuve le 9 juin 2015 les conclusions de cette commission qui  proposent d'intégrer, dans un délai de quatre ans, les différents services liés à la communication du Saint-Siège, en un dicastère unique. Les services concernés seraient le Conseil pontifical pour les communications sociales, la Salle de presse du Saint-Siège, Radio Vatican, le Centre de télévision du Vatican, l'Osservatore Romano, le service photographique, la Librairie éditrice vaticane, la Typographie vaticane, et le Bureau Internet du Vatican. 
Conformément à ces orientations, le Secrétariat pour la communication est créé le 27 juin 2015 par le motu proprio L'attuale contesto comunicativo du pape François. Ce secrétariat est établi en tant que dicastère de la curie, tel que défini dans la constitution apostolique Pastor Bonus. Placé sous l'autorité du pape, il est chargé des médias et de la communication. Les différents organismes de communication du Saint-Siège sont placés sous sa responsabilité. Mgr Viganò qui avait conduit les travaux de préfiguration de cette création est nommé préfet du secrétariat. 
Il entre en fonction le 29 juin. Dans un premier temps, il a pour mission de coordonner les différentes entités impliquées qui conservent leurs activités propres. À terme cependant, elles devraient toutes être réunies au sein de cette structure . L'objectif est d'arriver à une organisation intégrée et multimédia, organisée en six départements:
- un département pastoral, correspondant au Conseil pontifical pour les communications sociales ;
- un département administratif, gérant les aspects relatifs aux ressources, humaines et financières ;
- un département commercial, chargé de gérer les partenariats et les droits ;
- un département technique, pilotant les équipements et les moyens ;
- un département pour les relations avec les organes de presse extérieurs, reprenant et développant les activités de la salle de presse ;
- et un département chargé des contenus et de leur traduction.

Les statuts du secrétariat sont publiés, ad experimentum pour trois ans, le 22 septembre suivant,. Ses statuent précisent et redéfinissent l'organisation du dicastère en précisant qu'il est constitué de 5 directions, chacune ayant à sa tête un directeur nommé par le pape pour cinq ans. Ces directions sont:
- une direction pour les affaires générales,
- une direction éditoriale,
- une direction de la Salle de presse du Saint-Siège,
- une direction technologique,
- et une direction théologico-pastorale.

Le 1er janvier 2017 il intègre en son sein Radio Vatican et le Centre de télévision du Vatican qui cessent alors d'exister comme entités indépendantes. Une rédaction unifiée issue de la fusion des organes d'informations prééxistants, Vatican News et un nouveau portail d'information www.vaticannews.va voient le jour fin 2017. Le 1er janvier 2018, ce sont l'Osservatore Romano, la Typographie vaticane et le service photographique qui sont incorporés dans le secrétariat pour la communication.
Par un rescrit publié le 26 juin 2018, le secrétariat est renommé en « Dicastère pour la communication ».

## Dirigeants
- Préfet : Paolo Ruffini[11], précédemment directeur de TV2000 (it), la chaîne de télévision de la Conférence épiscopale italienne
- Secrétaire : Lucio Adrian Ruiz, ex-chef du service Internet du Vatican, depuis juin 2015, responsable du secrétariat par intérim à la suite de la démission de Dario Edoardo Viganò.
- Directeur général : Paolo Nusiner, ex-directeur général de Avvenire, depuis juin 2015
- Vice-directeur général : Giacomo Ghisani, ex-responsable des relations internationales et affaires légales de Radio Vatican, depuis juin 2015.
- Directeur éditorial : Andrea Tornielli depuis le 18 décembre 2018[12]